# Amok (Atoms for Peace)
Amok è l'album in studio di debutto del supergruppo musicale Atoms for Peace, pubblicato il 25 febbraio 2013 dalla XL Recordings.
Hanno partecipato alla realizzazione del disco il cantante dei Radiohead Thom Yorke, il bassista dei Red Hot Chili Peppers Flea, il produttore discografico (già con i Radiohead) Nigel Godrich, il batterista Joey Waronker (già con R.E.M. e Beck) e il percussionista dei Forro in the Dark Mauro Refosco (anche collaboratore di Brian Eno e David Byrne).

## Promozione
Il primo singolo tratto dall'album (e anche singolo di debutto per gli Atoms for Peace), ossia Default, è stato pubblicato su internet il 10 settembre 2012. Il secondo singolo Judge, Jury and Executioner è stato pubblicato sul web nel gennaio 2013 e in vinile nel marzo seguente. La canzone Before Your Very Eyes... è stata pubblicata come terzo singolo il 1º luglio 2013.
Il 18 febbraio 2013 l'album è stato reso disponibile in streaming sul sito ufficiale del gruppo.
Un videoclip per il brano Ingenue è stato pubblicato su YouTube il 28 febbraio 2013. Il video è diretto da Garth Jennings, mentre la coreografia è stata diretta da Wayne McGregor. Il 17 ottobre 2013 è stato pubblicato il video di Before Your Very Eyes..., diretto da Andrew Thomas Huang.

## Accoglienza
L'album è stato recensito e accolto positivamente dalla maggior parte della stampa e dei siti specializzati. Il portale AllMusic attribuisce ad Amok il giudizio di 4/5 stelle; NME gli conferisce il voto di 8/10; giudizio positivo anche per Rolling Stone (4/5), mentre Pitchfork si mantiene su un più moderato 6,9/10.

## Tracce
1. Before Your Very Eyes... – 5:47
2. Default – 5:15
3. Ingenue – 4:30
4. Dropped – 4:57
5. Unless – 4:40
6. Stuck Together Pieces – 5:28
7. Judge, Jury and Executioner – 3:28
8. Reverse Running – 5:06
9. Amok – 5:24

## Formazione
- Thom Yorke - voce, chitarra, tastiere, pianoforte
- Flea - basso (eccetto tracce 2 e 4), melodica
- Nigel Godrich - sintetizzatore, tastiere, programmazione, percussioni, produzione
- Joey Waronker - batteria (eccetto traccia 2)
- Mauro Refosco - percussioni (eccetto traccia 9)

## Classifiche
| Classifica (2013)              | Posizione massima |
| ------------------------------ | ----------------- |
| Australia                      | 11                |
| Austria                        | 18                |
| Belgio (Fiandre)               | 6                 |
| Belgio (Vallonia)              | 14                |
| Canada                         | 4                 |
| Danimarca                      | 5                 |
| Finlandia                      | 14                |
| Francia                        | 15                |
| Germania                       | 16                |
| Irlanda                        | 12                |
| Italia                         | 13                |
| Giappone                       | 9                 |
| Nuova Zelanda                  | 14                |
| Norvegia                       | 6                 |
| Paesi Bassi                    | 3                 |
| Portogallo                     | 12                |
| Regno Unito                    | 5                 |
| Regno Unito (independent)      | 1                 |
| Spagna                         | 22                |
| Stati Uniti                    | 2                 |
| Stati Uniti (alternative)      | 1                 |
| Stati Uniti (dance/electronic) | 1                 |
| Stati Uniti (digital)          | 3                 |
| Stati Uniti (independent)      | 1                 |
| Stati Uniti (rock)             | 1                 |
| Svezia                         | 42                |
| Svizzera                       | 4                 |